# ロバート・ビクスビー

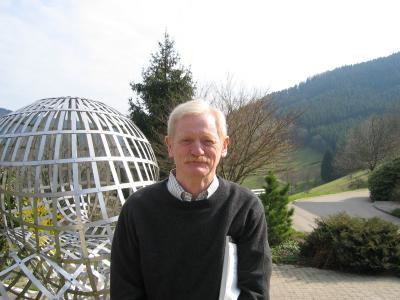
ロバート・E・ビクスビー

ロバート・E・ビクスビー（英: Robert E. Bixby）は、アメリカ合衆国・ライス大学において計算機科学および応用数学の名誉教授が授与されたアメリカ人数学者である。
1968年にカリフォルニア大学バークレー校でインダストリアル・エンジニアリングを専攻し、学士を取得。1972年にコーネル大学でオペレーションズリサーチのDoctor of Philosophyを取得した。博士課程では「マトロイドの結合・分解およびその関連事項」（Composition and Decomposition of Matroids and Related Topics）というマトロイド理論に関するテーマをルイス・ビレラの下で取り組んでいた。博士課程指導生徒にはノースウェスタン大学のコレット・クラールやライス大学のエヴァ・リーがいる。
最適化問題を解くソフトウェアの Gurobi Optimizer を販売している企業 Gurobi Optimization の共同設立者および社長を勤めている。また、1987年には後の1997年、アイログによって買収されたCPLEX Optimization も設立したことで知られている。
1997年には組合せ最適化および高性能最適化ソフトウェアの開発・商用化の功績により全米技術アカデミーの会員に選出された。また、INFORMSのフェローに選出されている。